# Буланов, Александр Александрович
Александр Александрович Буланов (род. 26 декабря 1989 года) — российский легкоатлет, специализирующийся в толкании ядра.

## Карьера
В 2007 году с результатом 19.95 побеждает на 19-м юниорском чемпионате Европы (Хенгело, Нидерланды).
В 2008 году выигрывает первенство России среди юниоров (Чебоксары), показав результат 19:98. Вице-чемпион 12-го чемпионата мира среди юниоров (Быдгощ, Польша) с результатом 20:14.
В 2009 году становится победителем Кубка Европы по зимним метаниям (Лос-Реалехос, Испания, 2009), Всероссийских соревнований по метаниям на призы учредителя ООО СК «Юность» А. А. Низамутдинова и Мемориала В. П. Куца.
На чемпионате России 2011 года показывает восьмой результат — 18.96. В 2012 году на чемпионате России показывает результат 18.70 и занимает 10-е место. В 2013 году на зимнем чемпионате России стал третьим, а на летнем чемпионате России с результатом 19.06 стал седьмым. На чемпионате России 2014 года шестое место и результат 19.48.
В 2015 году завоевал бронзу на Универсиаде в Кванджу.